# Championnat national de tennis des États-Unis 1923
Pour un article plus général, voir US Open de tennis.
Résultats détaillés de l’édition 1923 du championnat de tennis US National qui est disputée du 13 au 22 août 1923.

## Palmarès
| Tableau          | Vainqueurs                       | Vainqueurs                        | Score               | Finalistes                       | Finalistes            |
| ---------------- | -------------------------------- | --------------------------------- | ------------------- | -------------------------------- | --------------------- |
| Simple dames     | Helen Wills                      | États-Unis                        | 6-2, 6-1            | M. Bjurstedt Mallory             | Norvège               |
| Simple messieurs | Bill Tilden                      | États-Unis                        | 6-4, 6-1, 6-4       | Bill Johnston                    | États-Unis            |
| Double dames     | Kathleen McKane Phyllis Covell   | Royaume-Uni                       | 2-6, 6-2, 6-1       | Hazel Hotchkiss Eleanor Goss     | États-Unis            |
| Double messieurs | Bill Tilden Brian Norton         | États-Unis Union d'Afrique du Sud | 3-6 6-2 6-3 5-7 6-2 | Richard Williams Watson Washburn | États-Unis            |
| Double mixte     | M. Bjurstedt Mallory Bill Tilden | Norvège États-Unis                | 6-3, 2-6, 10-8      | Kathleen McKane John Hawkes      | Royaume-Uni Australie |

## Simple dames
|  |                 |  |   |   |  |
|  | Finale          |  |   |   |  |
|  |                 |  |   |   |  |
|  |                 |  |   |   |  |
|  | Helen Wills     |  | 6 | 6 |  |
|  | Helen Wills     |  | 6 | 6 |  |
|  | Molla Bjurstedt |  | 2 | 1 |  |

## Double dames
|  |                              |  |   |   |   |
|  | Finale                       |  |   |   |   |
|  |                              |  |   |   |   |
|  |                              |  |   |   |   |
|  | Kitty McKane Phyllis Howkins |  | 2 | 6 | 6 |
|  | Kitty McKane Phyllis Howkins |  | 2 | 6 | 6 |
|  | Hazel Hotchkiss Eleanor Goss |  | 6 | 2 | 1 |

## Double mixte
|  |                             |  |   |   |    |
|  | Finale                      |  |   |   |    |
|  |                             |  |   |   |    |
|  |                             |  |   |   |    |
|  | Molla Bjurstedt Bill Tilden |  | 6 | 2 | 10 |
|  | Molla Bjurstedt Bill Tilden |  | 6 | 2 | 10 |
|  | Kitty McKane John Hawkes    |  | 3 | 6 | 8  |